# دوري آيسلندا الممتاز 1949
دوري آيسلندا الممتاز 1949 (بالآيسلندية: Efsta deild karla í knattspyrnu 1949) هو الموسم 38 من  دوري آيسلندا الممتاز. كان عدد الأندية المشاركة فيه  5، وفاز فيه ناتدبيرنوفيلاغ ريكيافيكور.